# Sony Mobile
Sony Mobile Communications Inc. (dříve Sony Ericsson Mobile Communications) je významný světový producent mobilních telefonů. Současná firma vznikla spojením odloučených divizí mobilních telefonů japonského Sony a švédského Ericssonu, přičemž obě dvě mateřské firmy fungují dál. Vznikla nová společnost Sony Ericsson, ve které měly obě společnosti padesátiprocentní podíl. Sony převzala v roce 2012 podíl Ericssonu a firma se stala dceřinou společností Sony. Tímto krokem také došlo ke změně názvu na Sony.
Sony Ericsson vznikl v roce 2001, přičemž tisková konference, na které bylo spojení obou firem oficiálně oznámeno proběhla ve smutném datu 11. září 2001. Pod jeho značkou byly nejprve prodávány původní telefony partnerů, první společně vyvíjené produkty byly uvedeny v březnu 2002.
Na podzim roku 2011 bylo oznámeno, že Sony odkoupí podíl ve společnosti od Sony Ericsson. A tak se v roce 2012 také stalo a značka pokračuje pouze pod jménem Sony.

## Produktové řady od minulosti po současnost

### Řada T
První telefon Sony Ericssonu byl Sony Ericsson T68i, v podstatě totožný s Ericssonem T68. Následovaly modely T600, T300 a T310, které se ale neprodávaly příliš dobře. Stav vylepšil Sony Ericsson T610, který měl stříbřitý plastový kryt, barevný pasivní displej s rozlišením 128 × 160 bodů, 2 MB paměti a integrovaný fotoaparát. Po jeho uvedení předehnal Sony Ericsson většinu japonských výrobců, a začal dotahovat na zatím v tržbách vedoucí Nokii, Motorolu, Samsung a Siemens. Následující model T630 byl jen mírně upravený T610 s vylepšeným displejem.

### Nástup řad S, K a W
Mobilní telefon Sony Ericsson K700i
K700 (a pokročilejší obdoba s QVGA displejem a otočnou konstrukcí S700) přinesly „dvoustrannou“ koncepci (jejich zadní strana imitovala vzhled kompaktních fotoaparátů), větší displej, VGA fotoaparát (u S700 1,3 MPix; u K700i na 1,3 Mpix interpolovaných) a 40 MB paměti (u S700i 32 MB s možností rozšíření paměti paměťovými kartami typu Memory Stick Pro Duo). Modely K750i a walkman W800 pak měly dále vylepšený fotoaparát s rozlišením dvou megapixelů a automatický ostřením. K750 byl nástupcem modelu K700 s podporou paměťových karet a manažerským telefonem vyšší třídy, W800i byl prvním zástupcem telefonů specializovaných na hudbu s propracovaným multimediálním přehrávačem.

### Cyber-shot aneb K řada

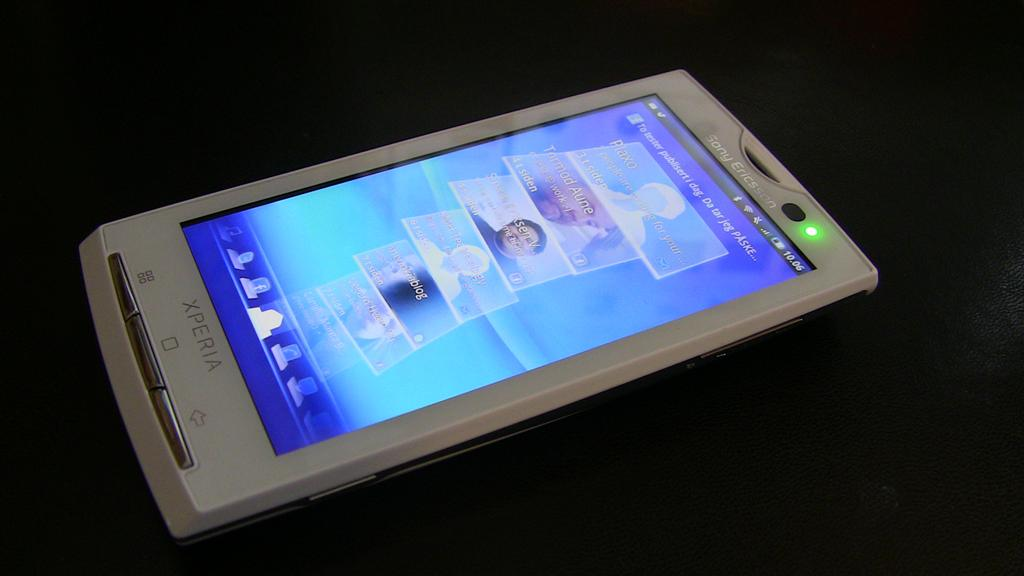
Sony Ericsson Xperia X10

V roce 2006 je velmi populární Sony Ericsson K800, který otevřel novou řadu telefonů s označením Cyber-Shot, které kombinují prvky fotoaparátu a mobilního telefonu. Kromě modelu K800 s podporou UMTS existuje i model K790 s podporou EDGE.
K800 má ve výbavě 3,2 megapixelový integrovaný fotoaparát s xenonovým bleskem a ovládacím softwarem velmi podobným fotoaparátům Sony Cyber-shot. K800 je také prvním evropským fotomobilem se stabilizátorem obrazu. Za konkurencí ovšem zaostává videem natáčeným pouze v rozlišení QCIF (176 × 144 bodů), které se od předchůdce K750 nijak nezměnilo. Tato řada čítá (únor 2007) i model K550 a K810, ke stávajícím K800 a K790i. K810i nabízí především pozměněný design a zástupné fotografické funkce přiřazené k pravému bočnímu sloupci alfanumerických kláves.
Ačkoli byl prvním populárním fotomobilem K750, do řady Cyber-shot se nepočítal. Jeho fotografická výbava se nejlevnějšímu Cyber-shot modelu K550 vyrovná a světelnost objektivu je u K750 lepší. K550 oproti tomu nabízí datové přenosy EDGE, stereofonní profil pro bezdrátová sluchátka Bluetooth A2DP, přepracovaný design a menší tloušťku.
Cyber-shot K770 je nástupcem K800 s menší tloušťkou a zástupnými fotografickými funkcemi pro dva boční sloupce alfanumerických kláves. Místo xenonového blesku má K770 pouze jednu LED diodu a v jistém smyslu se tak jedná o downgrade.
V současnosti (02. 2009) je nejvybavenějším evropským Cyber-shot telefonem C905 s fotoaparátem o rozlišení 8,1 megapixelů, autofocusem a xenonovým bleskem .
Posledním modelem v řadě K, je model K850i.

S novinkami jako jsou:

Platforma A200

5,04 megapixelový fotoaparát

Větší displej 2,2" s rozměry 34 × 45 mm

Akcelerometr

Video s lepším rozlišením - QVGA 320 × 240 pixelů při třiceti snímcích za sekundu, formát MP4

Duálním slotem pro paměťové karty Memory Stick Micro (M2) kompatibilní s MicroSD

Tři senzorová tlačítka

A spoustou dalších vylepšení, se stal absolutní špičkou, nejen ve své třídě, značce, ale i vůbec v kategorii fotomobilů.
Později řadu K nahradila řada C
Existuje i japonský model označený Cyber-shot - SO905iCS vyrobený pro operátora NTT DoCoMo. Tento model má 2,7 palcový Full Wide VGA displej (rozlišení 864 × 480 pixelů), 5,11 megapixelový fotoaparát s 5 módy autofocusu včetně vícebodového ostření, xenonový blesk, přídavnou LED diodu, 3× optický zoom (ohnisková vzdálenost 4,5 - 13,5 mm) a 16× digitální zoom, funkci BestPic a aktivní krytku. Tento model je variací evropského modelu Cyber-shot C905, který již disponuje adaptérem Wi-Fi, GPS a 8,1 megapixelovým fotoaparátem, s novými funkcemi jako: rozpoznání obličeje, Smart Contrast, GEOTagging atd.

### Smartphone a především řada P
Sony Ericsson také vyrábí „chytré telefony“ (smartphony): modely P800, P900, P910, P990 a P1i, a mimo řadu „P“ ještě M600 a hudební W950 a W960. Smartphony Sony Ericssonu se vyznačují verzí operačního systému Symbian OS, upravenou pro ovládání dotykovým displayem, tento operační systém se nazývá Symbian UIQ, jenž Sony Ericsson používal.Dále pak platformu Windows Mobile(Xperia X1, X2). Nyní pak používaly mobilní telefony operační system android od googlu ve verzi 1.6 upgradovanou na verzi 2.1.

### Řada G
Řada G je zaměřena na prohlížení webu a odpovídá označení Generation Web. Do této řady prozatím patří například telefony G900 a G700, oba mají dotykový display a jsou to „menší verze“ mobilních telefonů řady P. pak ještě G502 a G705 bežící na platformě A200.

### Řada W
Modely zaměřené na přehrávání hudby začínají písmenem W (od slova Walkman). Tato řada telefonů se vyznačuje typickým oranžovým designem (začínají ale převládat zlaté prvky - např. W660i, W960i) a propracovaným přehrávačem MP3. Mezi tyto Walkman telefony patří modely W200i, W300i, W380i, W550i, W580i, W600i, W610i, W660i, W700i, W710i, W715i, W800i, W810i, W850i, W880i, W890i, W900i, W910i, W950i, W960i, W995i. Lze se setkat i s označením W830i, které se používá pro W850i s EDGE místo UMTS. Velikost čísla bývá úměrná výbavě telefonu, ale není to pravidlem. U řady Walkman je menší důraz na kvalitu fotoaparátu. Většina modelů disponuje dvoumegapixelovým snímačem, ale dnes už i 3,2Mpix (W715) a 8,1Mpix (W995). Autofocus nabízí pouze model nejvyšší třídy W960i, mezi střední třídou pak W610i a modely vycházející z K750i - W800i a W810i. Model W900i s autofocusem se již (leden 2008) neprodává. Ačkoli podle společnosti Sony Ericsson má být nejnovější (prosinec 2007) Walkman model W890i s 3,2 megapixelovým snímačem nekompromisním spojením Walkmanu a Cyber-shotu, fotografie budou srovnatelné s řadou Cyber-shot. Nejnovější model je W995. Má 8Mpix fotoaparát s autofocusem. Je to téměř stejný model jako C905 z řady Cyber-shot. Je to možná poslední model z řady Walkman a nejlepší mobil bez operačního systému na světě. Začal již také podporovat Wifi a má i funkci GPS stejně jako model W715, který má totéž, ale pouze 3,2Mpix fotoaparát.

### Xperia
Xperia X1
První telefon rodiny Xperia byl X1. Byl uveden v únoru 2008. Do výbavy patřila výsuvná QWERTY klávesnice. Operačním systémem byl Windows Mobile.
Xperia X2
Nástupce X1 pojmenovaný X2 byl oficiálně představen v září 2009. I tento telefon byl vybaven hardwarovou klávesnicí. Byl to poslední telefon z rodiny Xperia s operačním systémem Windows Mobile.
Xperia X5 Pureness
V listopadu 2009 byl představen X5. Je to jediný telefon z rodiny Xperia, který obsahoval proprietární operační systém. Telefon má 12tlačítkovou alfanumerickou klávesnici. Byl to první telefon s průhledným displejem. Ten byl navíc monochromatický. Telefon neobsahoval fotoaparát.
Xperia X10
První telefon řady Xperia s operačním systémem Android byl X10 představený v listopadu 2009. Zároveň to byl první telefon z řady Xperia, který nebyl vybaven hardwarovou klávesnicí.
Xperia X10 Mini a X10 Mini Pro
V únoru 2010 byly představeny další dva telefony z rodiny Xperia. Jednalo se o modely X10 Mini a X10 Mini Pro. Jednalo se o menší a hůře vybavené verze X10. Xperia X10 Pro byla vybavena výsuvnou QWERTY klávesnicí.
Xperia X8
V červnu 2010 byl představen telefon X8.
Xperia Arc
Arc byl telefon vyšší střední třídy představený v lednu 2011. Jako první telefon byl vybaven technologiemi Exmor R a Bravia Mobile Engine od mateřské společnosti Sony.
Xperia Neo
Neo byl představen v únoru 2011. Byl to dotykový telefon střední třídy.
Xperia Play
Play byl představen v únoru 2011. Byl to mobilní telefon s podporou her pro konzoli PlayStation Portable. Tlačítka pro ovládání her byla umístěna ve vysouvací části.
Xperia Pro
Další telefon představený v únoru 2011 byl Pro. Byl to telefon střední třídy s vysouvací QWERTY klávesnicí.
Xperia Mini a Xperia Mini Pro
V květnu 2011 Sony Ericsson představil modely Mini a Mini Pro. Byly to malé telefony s třípalcovým displejem. Verze Mini Pro navíc disponovala výsuvnou hardwarovou klávesnicí.
Xperia Active
Active byl představen v červnu 2011. Byl to malý telefon s úhlopříčkou tři palce. Telefon splňoval podmínky stupně krytí IP67.
Xperia Ray
Ray byl také představen v červnu 2011. Byl to malý, ale dobře vybavený dotykový telefon.
Xperia Arc S
Arc S byla novější verze modelu Arc. Telefon byl představen v srpnu 2011. Od svého předchůdce se lišil zejména rychlejším procesorem.
Xperia Neo V
Neo V byla novější verze modelu Neo. Telefon byl představen také v srpnu 2011. Od svého předchůdce se lišil zejména horším fotoaparátem.
Xperia Z3 byla v roce 2014

### Entertainment Unlimited (Neomezená zábava) aneb řada U

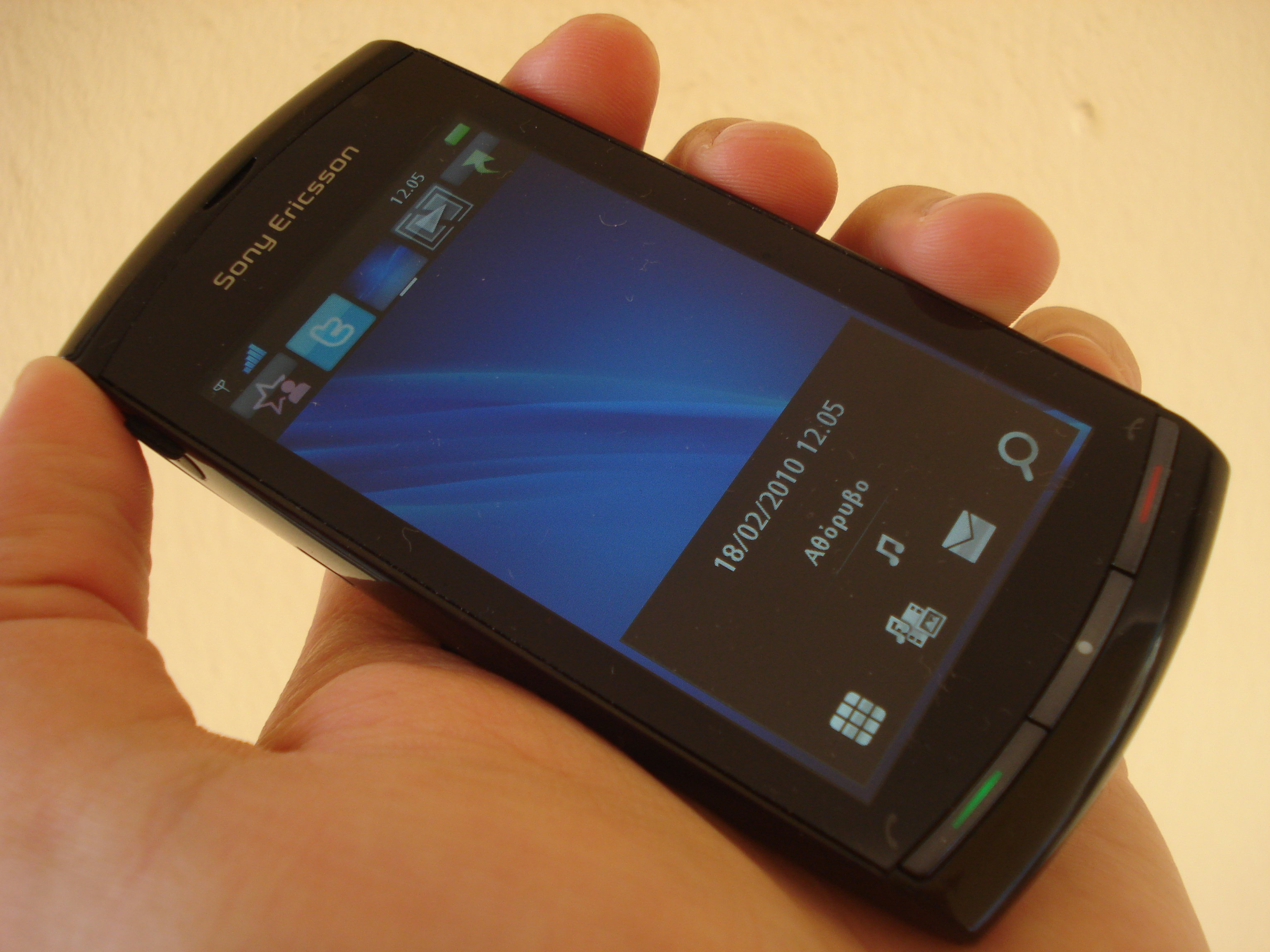
Sony Ericsson Vivaz

Sony Ericsson dlouho představoval telefony bez inovací, vyčítalo se, že firma pouze předělává kryty, a tak je tu řada U, která má všechno změnit. Jako první představil Sony Ericsson modely U1i Satio, U10i Aino a U100i Yari. Nejméně vybavený Yari je telefon vysouvací konstrukce, má displej 2,4 palce s rozlišením 240 × 320 pixelů, fotoaparát s rozlišením 5 Mpix, ale hlavně má herní zamíření. Nad displejem má dvě tlačítka na hraní her. Má také výkonný akcelerometr na hraní pohybových her, kde se pohybuje telefonem a taky se k hraní používá přední videokamera, která snímá pohyby. Předpokládalo se že telefon poběží na platformě A300, ale běží na vylepšené A200. Dále tu máme Aino; má velký dotykový displej, který se používá jenom v nabídce médií a při focení. Má také klasickou klávesnici, která je vysouvací. Displej má úhlopříčku 3" s 16 miliony barev a neobvyklým rozlišením 432 × 240 pixelů (obvyklejší je 400 × 240). Má 8,1 megapixelový fotoaparát s diodovým bleskem. Poslední a nejvybavenější z této představené trojice je Satio, který má operační systém Symbian S60 páté edice. Původně to byl jenom koncept a jmenoval se Idou, ale nakonec byl zrealizován pod jménem Satio. Dotykový displej má úhlopříčku 3,5 palce s rozlišením 640 × 360. Na rozdíl od Aina nemá klasickou klávesnici zato má ale neuvěřitelný 12,1 megapixelový fotoaparát s xenonovým bleskem a aktivní krytkou. Nástupcem Satia je U5i Vivaz, který má rozlišení fotoaparátu jenom 8,1 megapixelů, ale dokáže natáčet videa o rozlišení HD (1280 × 720) a má 720Mhz procesor s 256 MB RAM. Má menší displej o úhlopříčce 3,2". V řadě pak ještě existuje telefon U8i neboli VivazPro, který má sice jenom 5 megapixelový fotoaparát, ale má QWERTY, respektive QWERTZ klávesnici.

#### Xperia XZ
Řada XZ v roce 2016 navázala na řadu Z a dnes do ní patří topmodely jako Xperia XZ1, Xperia XZ2, Xperia XZ3.

## Sony dnes
25. února 2019 byla na tiskové konferenci konané na mobilním kongresu (MWC 2019) oznámena Xperia 1. Jedná se o první smartphone na světě s displejem 4K HDR OLED s poměrem stran 21:9, který se jmenuje CinemaWide. Má trojitý objektiv, který nabízí technologii sledování očí Eye AF známou z profesionálních fotoaparátů Sony Alpha. Byla zde také představena levnější Xperia 10, též s displayem o poměru stran 21:9.

## Světové trhy
Sony Ericsson úspěšně vyrábí i modely určené pro jiné trhy. Telefony které se prodávají v Evropě mají na konci označení modelu písmenko i (International - Mezinárodní). Stejné telefony pro Čínu (a ostatní asijské země) mají písmenko „c“ a pro Ameriku písmenko „a“. Zde se ale jedná spíš o jazykové verze nebo úpravy operátorů (customizace), protože například K700i jako triband bude fungovat v Americe a K700a jako triband bude fungovat v Evropě.
Samostatnou kapitolou je Japonsko, tam má Sony Ericsson vlastní od Evropy absolutně odlišný trh s o poznání technicky vyspělejšími telefony, za vše mluví telefony Bravia, které jsou upraveny pro sledování mobilní televize a vyznačují se vysoce kvalitními displeji, nebo řada odolných a hudebních mobilů a fotomobilů.